# Легководный реактор
Легководный реактор — ядерный реактор, в котором для замедления нейтронов и/или в качестве теплоносителя используется обычная вода H2O. Термин используется для отличия от тяжеловодного реактора, в котором в качестве замедлителя нейтронов используется тяжёлая вода D2O. В тяжёлой воде оба атома водорода заменены на атомы тяжёлого водорода — дейтерия.
Обычная вода, в отличие от тяжёлой воды, не только замедляет, но и в значительной степени поглощает нейтроны (по реакции 1H + n = ²D). Поэтому, если в легководном реакторе вода используется и как теплоноситель и как замедлитель нейтронов (как, например в реакторах ВВЭР, PWR, ВК-50), то реактор не может работать на природном уране, для работы такого реактора требуется предварительное обогащение урана. Если же замедлителем нейтронов служит графит, а обычная вода используется только как теплоноситель, то реактор в принципе может работать на природном уране или на уране низкого обогащения (как, например, реактор РБМК). Тяжеловодный реактор также может работать на природном уране, в этом одно из основных его достоинств.
Следует отметить, что деление реакторов на легководные и тяжеловодные — общепринятая практика. В СССР и России тяжеловодные энергетические реакторы не строились, поэтому, фактически, все типы российских водяных (ВВЭР, ГВР) реакторов являются легководными.
Классификация:
- Вода — замедлитель нейтронов, вода — теплоноситель:
  - Водо-водяные ядерные реакторы (ВВЭР, PWR)
  - Кипящие водо-водяные реакторы (ВК-50, BWR)
- Графит — замедлитель нейтронов, вода — теплоноситель:
  - АМ-1, АМБ, ЭГП-6, РБМК, МКЭР
- Графит — замедлитель нейтронов, газ — теплоноситель:
  - Магноксовые реакторы